# Sogrape Original Legacy Wines

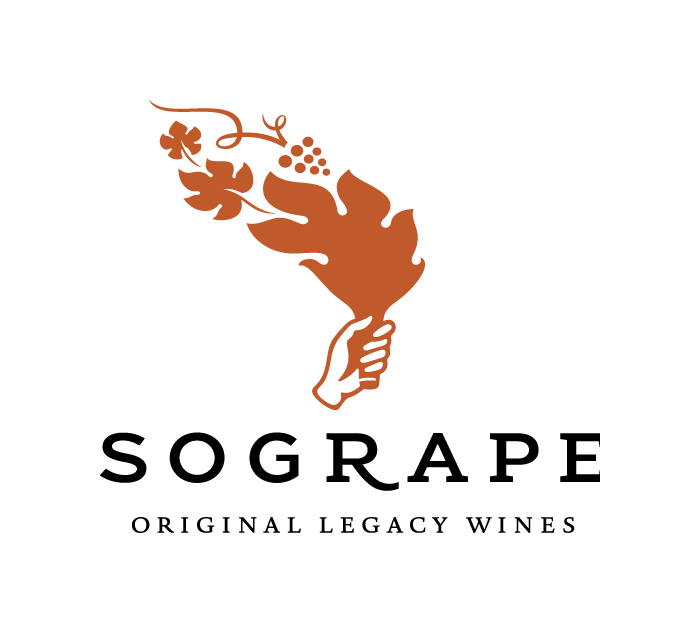
Logotipo de la empresa Sogrape.

Sogrape es un grupo de compañías y marcas fundada en 1942 por Fernando Van Zeller Guedes.
Desde la región del río Duero, Sogrape se ha extendido por todo el mundo y, actualmente, produce vino en Portugal (Sogrape Vinhos Portugal), España (Bodegas LAN), Argentina (Finca Flichman), Chile (Viña Los Boldos) y Nueva Zelanda (Framingham). Cuenta con compañías distribuidoras en Europa, América, África y Asia que hacen llegar sus marcas de vino a más de 120 países.